# Harestua Station
 Ikke at forveksle med Harestua Station (1901–2012).
Harestua Station (Harestua stasjon eller Harestua holdeplass, tidligere Furumo holdeplass) er en jernbanestation på Gjøvikbanen i Lunner i Oppland fylke i Norge. Stationen består af et spor med tilhørende perron med en opvarmet ventesal udført i træ og glas foruden en parkeringsplads. Stationen har universel udformning med handicapvenlige adgangsforhold og er tilrettelagt for blinde. Fra stationen er der mærkede turløjper i Romeriksåsene og Nordmarka.
Stationen blev oprettet under navnet Furomo i 1984 som følge af stort boligbyggeri i området. Den blev opgraderet i løbet af 2012, og fra december 2012 erstattede stationen den gamle Harestua Station fra 1901, der blev nedlagt for persontrafik men fremdeles eksisterer som krydsningsspor under navnet Monsrud kryssingsspor. Som følge af den flyttede persontrafik etableredes den en kilometer lange Fylkesvei 24 (nu en del af Fylkesvei 2300) fra Harestua gård til Furomo Station. Stationen skiftede navn til Harestua 15. december 2013.